# Бандура, Николай Иванович
Никола́й Ива́нович Банду́ра (15 декабря 1914 — 23 февраля 2005) — советский дипломат. Чрезвычайный и полномочный посол.

## Биография
В Красной армии с 1926 года. Участник Великой Отечественной войны. Полковник. С 1969 года — на дипломатической работе. Владел японским языком.
- В 1969—1972 годах — генеральный консул СССР в Саппоро (Япония).
- С 5 июля 1973 по 15 января 1976 года — чрезвычайный и полномочный посол СССР в Государстве Маврикий[1].

С 1976 года — в отставке.